# De club van lelijke kinderen: De staatsgreep
De club van lelijke kinderen: De staatsgreep is een Nederlandse jeugdserie uit 2019, gebaseerd op het gelijknamig boek van Koos Meinderts. De serie werd geproduceerd door Umami Media en werd van 15 september 2019 tot 3 november 2019 uitgezonden door de EO op NPO 3. De serie is een voorloper van de bioscoopfilm De club van lelijke kinderen uit 2019.

## Verhaal
Er bevindt zich een populaire talentenjacht plaats genaamd "The Face". De talentenjacht draait om degene die het mooiste optreden geeft wint, zonder dat de jury de kandidaten kan horen. Uiteindelijk draait de talentenjacht alles om het uiterlijk. Tijdens het optreden van Kai komen opeens vreemde mannen het gebouw binnen van de televisiestudio. Uiteindelijk blijken de onbekende mannen gijzelnemers te zijn en even later tijdens de opnames van de talentenjacht vindt er een gijzeling plaats. De gijzelnemers willen een statement maken tegen dit soort uiterlijk vertoon maar gaan daarin heel ver. Ze bevelen President Isimo om af te treden, anders blazen ze het gebouw op! Het wordt een race tegen de klok, gaat het de kinderen lukken om een einde te maken aan de ijzingwekkende gijzeling?

## Rolverdeling

### Hoofdpersonages
| Personage   | Acteur/actrice      |
| ----------- | ------------------- |
| Kai         | Narek Awanesyan     |
| Rox (Roxie) | Laura van der Meché |
| Edsilia     | Rosaline Lantink    |
| Lenny       | Joshua Halman       |
| Zoe         | Billie Floran       |

### Nevenpersonages
| Personage                               | Acteur/actrice        |
| --------------------------------------- | --------------------- |
| Deniz (Vader van Kai)                   | Mimoun Ouled Radi     |
| Wessel (Vader van Rox\Roxie)            | Rein Hofman           |
| Moeder van Edsilia                      | Youngae Moro          |
| Jurylid Camilla (Moeder van Lenny)      | Jaike Belfor          |
| President Isimo                         | Roeland Fernhout      |
| Uberkliener                             | Edwin Jonker          |
| Casper                                  | Buddy Vedder          |
| Presentator Sven de Bijker van The Face | Bob Stoop             |
| Eindredacteur                           | Kim-Lian van der Meij |
| Nima                                    | Marije Zuurveld       |
| Marketing Consultant                    | Reinier Noordzij      |
| Gijzelaar Condor                        | Gonca Karasu          |
| Gijzelaar Havik                         | Olaf Ait Tami         |
| Gijzelaar Gier                          | Jeremy Baker          |

## Afleveringen
| Aflevering | Titel      | Uitzenddatum      |
| ---------- | ---------- | ----------------- |
| 1          | The Face   | 15 september 2019 |
| 2          | Ontsnappen | 22 september 2019 |
| 3          | Contact    | 29 september 2019 |
| 4          | Adrenaline | 6 oktober 2019    |
| 5          | Stemmen    | 13 oktober 2019   |
| 6          | Ruilen     | 20 oktober 2019   |
| 7          | Stilte     | 27 oktober 2019   |
| 8          | Storm      | 3 november 2019   |

## Trivia
- Voor de serie zijn het Agoratheater in Lelystad[1] en het Kunstlinie Almere Flevoland (KAF) in Almere gekozen als locatie en als decor voor de serie.
- In de serie spelen vijf acteur's mee die ook in de film te zien waren waaronder: Roeland Fernhout als President Isimo, Edwin Jonker als Uberkliner, Narek Awanesyan als Kai, Laura van der Meché als Rox (Roxie) en Mimoun Ouled Radi als de vader van Kai. Daarnaast kwamen Buddy Vedder als Casper en Marije Zuurveld als Nima voorbij in een kort videofragment zonder tekst.